# Рудольф Гоффманн
Рудольф Гоффманн (нім. Rudolf Hoffmann; 28 квітня 1917, Кольберг — 31 грудня 1993) — німецький офіцер-підводник, капітан-лейтенант крігсмаріне.

## Біографія
3 квітня 1936 року вступив на флот. З вересня 1939 року служив у 8-му дивізіоні корабельних гармат. З квітня 1940 року — навчальний офіцер в 2-й флотилії торпедних катерів. З червня 1940 року — вахтовий офіцер на торпедному катері T-12. В березні-квітні навчався в училищі зв'язку в Мюрвіку. З квітня 1941 року — 1-й вахтовий офіцер на плавучій базі підводних човнів «Лех», а також радіотехнічний офіцер в 1-й і 5-й флотиліях. З червня 1941 по листопад 1942 року навчався в 2-й навчальній дивізії підводних човнів і в училищі торпед і зв'язку в Мюрвіку. З грудня 1941 року — 1-й вахтовий офіцер на підводному човні U-123. В березні-травні 1942 року пройшов курс командира човна. З 1 червня 1942 по 15 березня 1943 року — командир U-8. В березні-липні 1943 року — навчальний офіцер в 22-й флотилії. З 10 липня по 7 жовтня 1943 року — командир U-845. З жовтня 1943 року — офіцер командного пункту 4-ї флотилії в Глюксбурзі. З лютого 1944 року — командир роти 1-ї навчальної дивізії підводних човнів. З березня 1945 року — 1-й вахтовий офіцер на авізо «Грілле».  В травні 1945 року взятий в полон. 19 березня 1947 року звільнений.

## Звання
- Кандидат в офіцери (3 квітня 1936)
- Морський кадет (10 вересня 1936)
- Фенріх-цур-зее (1 травня 1937)
- Оберфенріх-цур-зее (1 липня 1938)
- Лейтенант-цур-зее (1 жовтня 1938)
- Оберлейтенант-цур-зее (1 жовтня 1940)
- Капітан-лейтенант (1 серпня 1943)